# Saint-Marc (Namen)
Saint-Marc (in het Waals: Sint-Må-dlé-Nameur) is een dorp in de Belgische provincie Namen. Sinds de gemeentelijke herindeling van 1977 maakt Saint-Marc deel uit van de gemeente Namen.

## Ligging
Saint-Marc ligt juist ten noordoosten van de stad Namen. Het dorp is deels gebouwd in een vallei, deels tegen een heuvel. Op het plateau van de heuvel staan de dorpskerk en een kasteel; dit gedeelte van het dorp maakt deel uit van het zuidoostelijke stuk van het plateau van Haspengouw.

## Geschiedenis
Ten zuidwesten van het dorp bevindt zich een opgravingslocatie uit de IJzertijd, de site van Hastedon. Opgravingen vinden hier plaats sinds 1872. Het gaat om een kampement van de Aduatici, een Gallische stam uit Belgica, die door Julius Caesar werd onderworpen.
Saint-Marc maakte in vroeger eeuwen deel uit van heerlijkheid (seigneurie hautaine) van het Graafschap Namen.
In het dorp bevindt zich een ruïne van een kerk uit de 16e eeuw.
Het dorp was vooral een refuge de petites gens sans histoire (een toevluchtsoord voor kleine mensen zonder geschiedenis); de fabrieksschoorsteen in de vallei herinnert nog aan het 19de-eeuwse industriële verleden van het plaatsje.

## Demografische ontwikkeling
- Bronnen:NIS, Opm:1831 tot en met 1970=volkstellingen, 1976= inwoneraantal op 31 december

## Volksfeesten
- Het laatste weekend van juni: kermis.
- Het tweede weekend van oktober dorpsfeest, Saint-Marc aux canadas.

Deelgemeenten: Beez · Belgrade · Boninne · Bouge · Champion · Cognelée · Daussoulx · Dave · Erpent · Flawinne · Gelbressée · Jambes · Lives-sur-Meuse · Loyers · Malonne · Marche-les-Dames · Namen · Naninne · Rhisnes · Saint-Marc · Saint-Servais · Suarlée · Temploux · Vedrin · Wépion · Wierde

Overige plaatsen: Andoy · Bomel · Bossimé · Bricniot · Brumagne · Frizet · Grognon · Gros Buisson · Herbatte · La Plante · Limoy · Mosanville · Ronet · Salzinnes · Velaine · Wartet

Belgische gemeenten · arrondissement Namen · provincie Namen · Wallonië